# Thaddeus Haenke
Pour les articles homonymes, voir Haenke.
Thaddeus Xaverius Peregrinus Haenke (en tchèque : Tadeáš Haenke ; en espagnol : Tadeo Haenke), né le 5 décembre 1761 à Kreibitz en Bohême (auj. Chřibská) et mort empoisonné accidentellement entre le 14 novembre 1816 et le 14 novembre 1817 à Cochabamba, est un botaniste et explorateur tchèque. 
Il est célèbre pour avoir participé à l'expédition Malaspina, explorant ainsi une partie importante du bassin du Pacifique, y compris les côtes d'Amérique du Nord et du Sud, l'Australie, les Philippines, la Nouvelle-Zélande et les Mariannes. 
Ses collections de spécimens botaniques ont servi de base aux premières descriptions scientifiques de nombreuses plantes de ces régions, en particulier d'Amérique du Sud et des Philippines. Son vaste travail botanique et ses voyages de grande envergure ont incité certains à le comparer à un « Humboldt de Bohême », en rapport à Alexander von Humboldt, qui s'est familiarisé avec certaines des découvertes de Haenke avant de se lancer dans son voyage vers les Amériques en 1799.

## Biographie

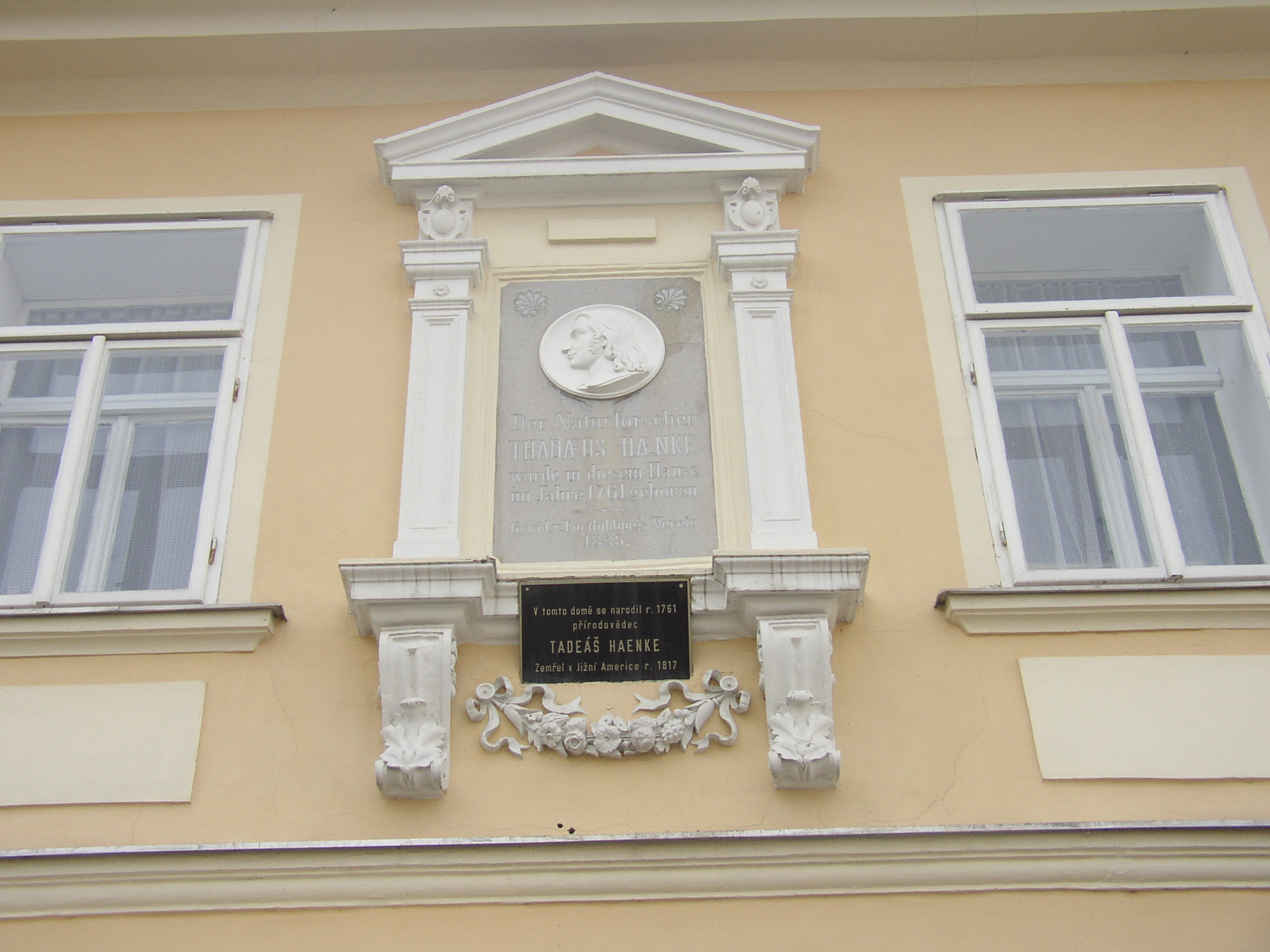
Plaque commémorative en allemand apposée en 1885 sur sa maison natale. Dans les années 1960, une plaque en tchèque a été ajoutée.

Haenke est né le 5 décembre 1761 dans le village de Kreibitz en Bohême. Ses parents sont des Allemands des Sudètes et son père, Elias George Thomas Haenke, est un avocat et fermier prospère qui a également été maire. Fin observateur de la nature depuis l'enfance, Haenke poursuit cet intérêt tout au long de son éducation. Il étudie les sciences naturelles et la philosophie à l'Université de Prague où son maître est Joseph Gottfried Mikan. Il sert d'assistant à Mikan en l'aidant à s'occuper des jardins botaniques de l'école. Haenke obtient un doctorat en 1782, poursuit ses études à Prague jusqu'en 1786 puis devient étudiant à l'université de Vienne où il étudie la médecine et la botanique auprès de Nikolaus Joseph von Jacquin,. 
Alors qu'il est encore étudiant, Haenke constitue de vastes collections botaniques, écrit un traité sur la botanique des Monts des Géants, publie une édition du Genera Plantarum de Carl Linné (publié en 1791) et reçoit une médaille d'argent de la Société royale des sciences tchèque. Par ailleurs, il est musicien et illustrateur et parle cinq langues,. 

### L'expédition Malaspina
En 1789, Haenke est proposé par Jacquin et Ignaz von Born lors du recrutement par l'Espagne d'un corps scientifique pour l' expédition de Alessandro Malaspina. L'empereur Joseph II avait déjà rencontré Haenke et approuve la nomination. Haenke devient ainsi le « botaniste-naturaliste de Sa Majesté » pour l'expédition. Un long voyage depuis Vienne amène Haenke à Cadix le 30 juillet 1789, quelques heures seulement après le départ des deux navires de l'expédition, le Descubierta et l' Atrevida. 
Déterminé à ne pas rater cette occasion, il embarque sur un autre navire dans le but de rejoindre l'expédition à Montevideo. Ce navire fait naufrage près de sa destination et Haenke est contraint de nager vers le rivage, ne récupérant que son équipement de collecte et sa copie du Genera Plantarum, mais, de nouveau, il venait de manquer l'expédition. Il se rend alors à Buenos Aires où il se lance avec des guides dans une randonnée terrestre à travers la pampa et les Andes, dans l'espoir d'attraper l'expédition à Valparaiso. En cours de route, il réussit à collecter environ 1 400 plantes, dont beaucoup de nouvelles pour la science. Bien que ses travaux botaniques aient dû les ralentir, il parvient à rejoindre la côte à temps pour rejoindre Malaspina en avril 1790. 
Durant les trois années de l'expédition, il collecte des plantes et enregistre des observations sur la botanique, la zoologie, la géologie et l'ethnologie. Les explorateurs remontent la côte ouest des Amériques jusqu'en Alaska, retournent vers le sud jusqu'à Acapulco et traversent le Pacifique pour explorer les Philippines, l'Australie et la Nouvelle-Zélande. À chaque port d'escale, Haenke se concentre sur la botanique avec des résultats variables. Dans la baie Yakutat, en Alaska, les plantes qu'il récolte ressemblent de manière décevante à celles d'Europe ; il se concentre alors sur l'étude de la culture indienne, en particulier sur la musique. En baie de Nootka, il effectue la première collection scientifique de plantes du Canada. Leur bref séjour en Californie lui permet de collecter et de cataloguer plus de 250 espèces, notamment il est le premier scientifique à collecter les graines et les spécimens du Sequoia sempervirens.
Après avoir traversé le Pacifique, Haenke récolte des milliers de plantes au cours de leur séjour de sept mois aux Philippines. D'autres collectes ont lieu en Australie, en Nouvelle-Zélande et aux Tonga. À l'été 1793, l'expédition retourne au Pérou où Malaspina reçoit l'ordre de rentrer en Espagne par Montevideo. Haenke est autorisé à quitter le navire avec un assistant et à traverser par voie terrestre jusqu'à Buenos Aires avec l'intention d'entreprendre des travaux botaniques et autres travaux scientifiques en cours de route. Au lieu de rejoindre à nouveau la flotte à l'automne 1794 comme prévu, Haenke se passionne pour la botanique locale et s'installe à Cochabamba, en Bolivie, pour poursuivre ses études scientifiques.
Pendant le quart de siècle suivant, il poursuit son exploration botanique de la Bolivie, du Pérou et du Brésil. En 1801, il fait l'une de ses découvertes les plus mémorables, le nénuphar géant, Victoria amazonica. De plus, il entretient son propre jardin botanique, possède une mine d'argent et exerce comme médecin à Cochabamba. On lui attribue également la création de la fabrication de salpêtre au Chili ainsi que l'aide au démarrage de l'industrie du verre dans le pays. 
Haenke meurt subitement entre le 14 novembre 1816 et le 14 novembre 1817 lorsqu'il est accidentellement empoisonné par sa femme de chambre.

## Collections
Les collections botaniques de Haenke sont composées de plus de 15 000 spécimens. Elles ont été retrouvées à Cadix après sa mort. et ont été achetées en 1821 par le Musée national tchèque et transférés à Prague. Le botaniste tchèque Karel Bořivoj Presl a passé près de 15 ans à produire les Reliquiae Haenkeanae (publiées de 1825 à 1835), une œuvre basée sur des spécimens botaniques de Haenke collectés dans les Amériques et aux Philippines et achetés à Cadix. Six volumes ont été produits mais finalement le travail est resté inachevé faute de fonds. 
- Presl, Carl Bořivoj, Reliquiae Haenkeanae : seu descriptiones et icones plantarum, quas in America meridionali et boreali, in insulis Philippinis et Marianis collegit Thaddaeus Haenke, JG Calvé, Prague, 1830.
- Presl, Carl Bořivoj, Reliquiae Haenkeanae, tome I (Lire en ligne)

Environ 240 taxons portent son nom.

## Hommages
L'île Haenke et le glacier Haenke en Alaska ont été nommés en son honneur. Un musée privé, le Muzeum Tadeáše Haenkeho, a été créé dans sa maison natale à Chřibská, en République tchèque.